# Бретонский эпаньоль
Брето́нский эпаньо́ль (фр. Épagneul breton) — охотничья подружейная легавая собака. Бретонский эпаньоль — французская собака, одна из самых популярных легавых в Европе и США.

## История
Название породы происходит от французской провинции Бретань, где впервые произошло упоминание этой породы.
Одни из первых источников, указывающих на бретона — картины и гобелены XVII века. Письменные же упоминания об этих собаках относятся к 1850 году. Согласно одной из версий, в этом году священник Дэвис описал свою охоту с невысокими и короткохвостыми собаками, чья шерсть была длиннее, чем у пойнтеров. Соответствие описания так же подтверждается тем, что эти собаки были любимы браконьерами, в чьем деле особенно важно послушание.
Признание породы официально произошло в 1907 году, по инициативе Артура Эно, серьёзно занимавшегося бретонами с 1900 года.
3 июня 2010 г. на заседании всероссийского кинологического совета было принято решение открыть всероссийскую племенную книгу для охотничьих собак породы эпаньоль бретон.

## Внешний вид
Бретон — бракоподобная собака с длинным, либо коротким хвостом, либо вообще без хвоста. Производит впечатление коренастой, аккуратной, с гармоничным костяком, но не массивной.
Важные пропорции бретона: череп длиннее морды с пропорцией 3:2, голова пропорциональна телу, с тонкой, ровной или волнистой шерстью, с очёсами на передних лапах. Самый известный окрас — белый с рыжим, также в стандарте белый с чёрным, белый с коричневым и они же с подпалом. Эпаньоль бретон считается самой маленькой собакой среди семейства длинношёрстных французских легавых.
Высота в холке кобелей — от 47 до 52 см, сук — от 46 до 51 см, при этом идеальный рост кобелей — 49—50 см, сук — 48—49 см.

## Характер и работа
Бретон — открытая, общительная, трудолюбивая и преданная человеку собака. Они энергичны в поле, очень любят охоту и подстраиваются под желания хозяина.
Охотиться может на все виды птицы, обитающей и в поле, и на возвышенности. Предпочитает бег галопом, преодолевая большие расстояния. Стиль работы — «челнок», на расстояние около 50-100 метров в обоих направлениях.
Охотничий азарт, инстинкты и интеллект этих собак — плод работы селекционеров и одно из основных достоинств породы.
Щенки рано начинают работать, встречаются такие, кто делает это в 4-5 месяцев. Кроме того бретоны устойчивы к температуре, могут работать как в жару, так и при низкой температуре, разумеется, в пределах разумного. Склонность к апортированию у бретонов — врождённое качество.

## Бретоны в искусстве
- Первые источники, достоверно указывающие на бретона — картины и гобелены XVII века. Много писал бретонов голландский живописец Ян Стен.